# Hylomyrma transversa
Hylomyrma transversa är en myrart som beskrevs av Kempf 1973. Hylomyrma transversa ingår i släktet Hylomyrma och familjen myror. Inga underarter finns listade i Catalogue of Life.